# Czarmuń (wieś)
Czarmuń – wieś w Polsce położona w województwie kujawsko-pomorskim, w powiecie sępoleńskim, w gminie Więcbork.
Pierwszy znany zapis dotyczący istnienia Czarmunia pochodzi z 1443 roku i dotyczy ponownego osiedlania opuszczonych osad. Wieś położona przy jeziorze Czarmuńskim i Głęboczek Duży. Przez miejscowość przepływa Orla, rzeka dorzecza Warty.
W latach 1975–1998 miejscowość administracyjnie należała do województwa bydgoskiego. Według Narodowego Spisu Powszechnego (III 2011 r.) liczyła 90 mieszkańców. Jest dziewiętnastą co do wielkości miejscowością gminy Więcbork.